# Oenothera coloradensis
Oenothera coloradensis är en dunörtsväxtart. Oenothera coloradensis ingår i släktet nattljussläktet, och familjen dunörtsväxter.

## Underarter
Arten delas in i följande underarter:
- O. c. coloradensis
- O. c. neomexicana

## Bildgalleri

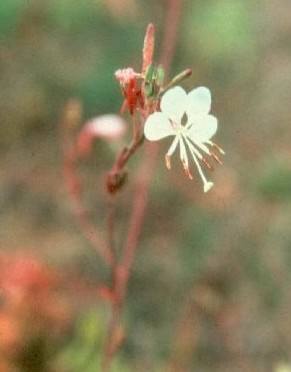